# Херекуаро (муниципалитет)
Хере́куаро (исп. Jerécuaro) — муниципалитет в Мексике, штат Гуанахуато, с административным центром в одноимённом городе. Численность населения, по данным переписи 2010 года, составила 50 832 человек.

## Общие сведения
Название Jerécuaro с языка пурепеча можно перевести как «место, где птичьи гнёзда».
Площадь муниципалитета равна 883 км², что составляет 2,89 % от общей площади штата. Он граничит с другими муниципалитетами штата Гуанахуато: на севере с Апасео-эль-Альто, на востоке с Коронео, на юге с Тарандакуао, на западе с Акамбаро и Тариморо, а также граничит с другими штатами Мексики — на северо-востоке с Керетаро, и на юго-востоке с Мичоаканом.

## Учреждение и состав
Муниципалитет был образован в 1879 году, в его состав входит 177 населённых пунктов, самые крупные из которых:
| Код INEGI | Населённый пункт                                                                      | Численность населения (2005 год) | Численность населения (2010 год) |
| --------- | ------------------------------------------------------------------------------------- | -------------------------------- | -------------------------------- |
| 019       | Всего                                                                                 | 46137                            | 50832                            |
| 0001      | Херекуаро (исп. Jerécuaro) (административный центр)                                   | 6791                             | 7748                             |
| 0068      | Пуруагуа (исп. Puruagua) 20°04′53″ с. ш. 100°27′06″ з. д.                             | 2380                             | 2766                             |
| 0075      | Сабанилья (исп. La Sabanilla) 20°21′55″ с. ш. 100°24′38″ з. д.                        | 1788                             | 1919                             |
| 0027      | Эстансуэла-де-Ромеро (исп. Estanzuela de Romero) 20°11′02″ с. ш. 100°30′11″ з. д.     | 1238                             | 1505                             |
| 0088      | Сан-Лукас (исп. San Lucas) 20°17′42″ с. ш. 100°33′09″ з. д.                           | 1387                             | 1396                             |
| 0029      | Фресно (исп. El Fresno) 20°16′32″ с. ш. 100°29′53″ з. д.                              | 1211                             | 1226                             |
| 0059      | Пьедрас-де-Лумбре (исп. Piedras de Lumbre) 20°15′10″ с. ш. 100°35′54″ з. д.           | 1221                             | 1121                             |
| 0053      | Охо-де-Агуа-де-Мендоса (исп. Ojo de Agua de Mendoza) 20°10′00″ с. ш. 100°33′51″ з. д. | 1083                             | 1090                             |

## Экономика
По статистическим данным 2000 года, работоспособное население занято по секторам экономики в следующих пропорциях: сельское хозяйство, скотоводство и рыбная ловля — 53,4 %, промышленность и строительство — 18 %, сфера обслуживания и туризма — 24,9 %, прочее — 3,7 %.

## Инфраструктура
По статистическим данным 2010 года, инфраструктура развита следующим образом:
- электрификация: 96,4 %;
- водоснабжение: 88,1 %;
- водоотведение: 69,1 %.

## Фотографии

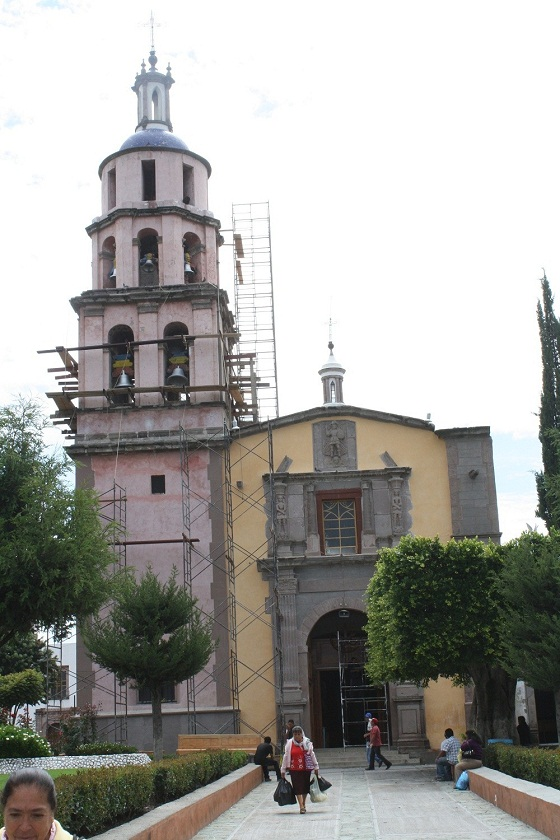
Церковь в Херекуаро
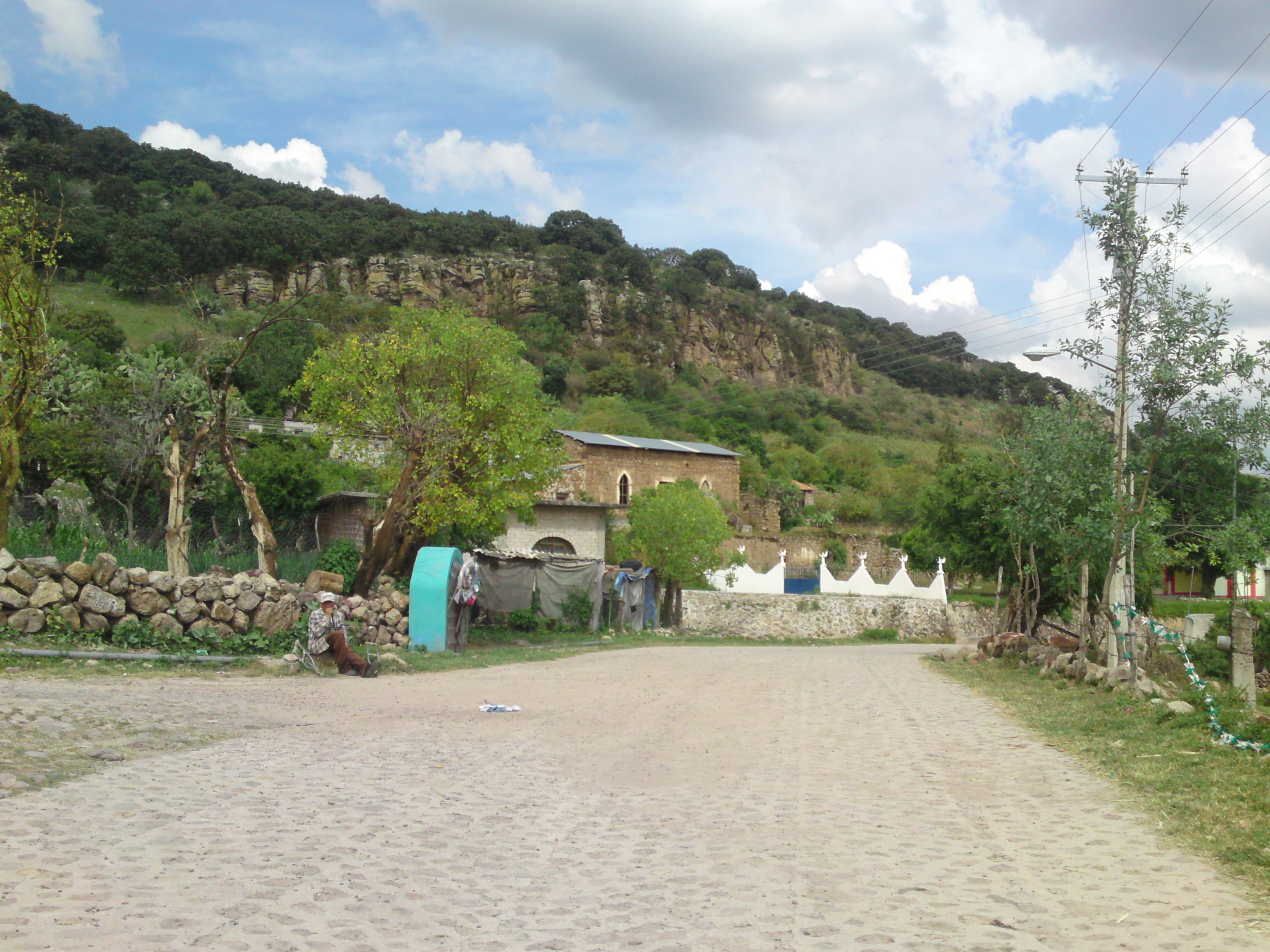
Ла-Салитрера
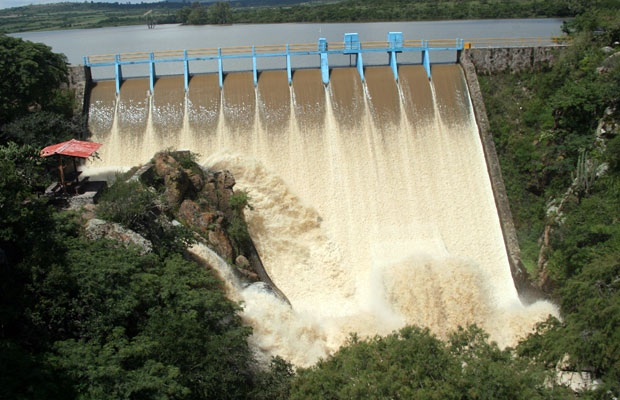
Плотина Адхунтас